# ピュース
ピュース (puce) とは、暗い紫味の赤褐色の色の名前。

## 概要
ピュースはフランス語でノミのことを表しており、血を吸った蚤の腹部の色とされる。蚤色とも。『ピュース』の綴りは "puse"、"peuse"または"peuce"と誤ってつづられることもある。

## 歴史
14世紀フランスの流行色で、いくつかの派生色もあったが、この色のみ暗褐色の代表的な色名として現代でも使われている。

## 用法
犬の毛色の表現にも使われており、特にアイリッシュ・ウォーター・スパニエルの毛色のうち最も評価が高いのが本種独特のピュースレバー（レバー色つまり暗赤色寄りのピュース）である。一方で、アメリカン・コッカー・スパニエルなどのスタンダードでは、ピュースはわずかでも入っていてはならない。
イギリスでは陶磁器の赤紫の釉薬の色をピュースと呼ぶことがある。

## 近似色
- 蘇芳色
- えんじ色
- マルーン (色)